# Libysche Islamische Kampfgruppe
Die Libysche Islamische Kampfgruppe (arabisch الجماعة الليبية المقاتلة, DMG al-ǧamāʿa al-lībiyya al-muqātila; englisch Libyan Islamic Fighting Group, LIFG) ist eine libysche islamistische Terrorgruppe mit engen Beziehungen zum internationalen Netzwerk al-Qaida. Ihre Rekrutierungsbasis  befindet sich vor allem in der Kyrenaika im Nordosten Libyens.

## Anfänge in Libyen
Die Libysche Islamische Kampfgruppe wurde in den 1990er Jahren von heimkehrenden Mudschahedin des Krieges gegen die Sowjetunion in Afghanistan gegründet. In den ersten Jahren stand die Bekämpfung der Regierung unter Muammar al-Gaddafi im Mittelpunkt, der sich schon seit Anfang der siebziger Jahre heftige ideologische Auseinandersetzungen mit orthodoxen islamischen Geistlichen aus Libyen und Saudi-Arabien lieferte und  bei diesen als Häretiker galt.
Die zunächst nur in kleinen Gruppen organisierten Kriegsheimkehrer traten im Juni 1995 im Osten Libyens erstmals militant auf. Im September 1995 gab es größere Gefechte mit libyschen Sicherheitskräften in Bengasi, bei denen auf beiden Seiten mehrere Dutzend Menschen zu Tode kamen. In einem am 18. Oktober veröffentlichten Kommuniqué verkündete die LIFG formell ihre Existenz und erklärte den Sturz des Regimes zur „ersten Pflicht nach dem Glauben an Gott“.
Als Ziel der Organisation wurde die Errichtung eines islamischen Staates auf Grundlage der Scharia in Libyen verkündet. In salafistischer Tradition sieht sie den bewaffneten Kampf gegen die Feinde Gottes als religiöse Pflicht der Muslime an. Angeführt wird die LIFG vom sogenannten Shura-Komitee (Majlis Shura), das bis zu fünfzehn Mitglieder hat. Daneben gibt es ein Rechtskomitee, das für ideologische Fragestellungen, Propaganda und die Schulung der Mitglieder zuständig ist.
Im März 1996 unternahm die Gruppe in Sirte einen Attentatsversuch gegen al-Gaddafi, bei dem mehrere Menschen starben. Ein ehemaliger britischer Geheimdienstmitarbeiter berichtete später, der MI6 habe den Anschlag unterstützt, was aber von offizieller Seite dementiert wurde.
In den folgenden Jahren war die Gruppe wiederholt in Kämpfe mit den Streitkräften Libyens verwickelt, insgesamt sollen 177 LIFG-Kämpfer und 160 libysche Sicherheitskräfte bei solchen Gefechten ums Leben gekommen sein. Die schwersten Gefechte sollen im September 1997 bei Darna stattgefunden haben, wo bis zu 30.000 Regierungssoldaten zahlreiche Kämpfer der LIFG einkesselten. Das Gefecht endete mit einer schweren Niederlage für die Organisation. Zahlreiche Kämpfer und Führungsmitglieder wurden dabei getötet oder gerieten in Gefangenschaft.
Da die LIFG nach diesen Ereignissen in Libyen stark unter Druck stand, suchte sie nun verstärkt die Unterstützung von al-Qaida und anderen islamistischen Gruppen im Ausland,  vor den Anschlägen am 11. September 2001 wurden bis zu 1000 Kämpfer der LIFG in afghanischen Trainingslagern militärisch ausgebildet.
Andere Mitglieder fanden in Großbritannien politisches Asyl, darunter auch Noman Benotman sowie Abu Anas al-Libi, der später als einer der  Drahtzieher der Anschläge gegen die Botschaften der USA in Daressalam und Nairobi vermutet wurde und sich seit Oktober 2013 in US-amerikanischem Gewahrsam befindet. Vor dem Hintergrund der mutmaßlichen Beteiligung offizieller libyscher Behörden am Lockerbie-Anschlag wurde auch die Bildung eines Unterstützungs-Netzwerkes für die LIFG auf britischem Boden geduldet, dessen Aktivitäten erst im Oktober 2005 auf Druck der USA unterbunden wurden.

## Kriegsbeteiligung in Irak und Afghanistan
Im Jahr 2001 wurde die LIFG auf die von den Vereinten Nationen geführte Terrorliste gesetzt. Durch die amerikanische Offensive gegen Afghanistan im Herbst 2001 verlor auch die LIFG ihr wichtigstes Rückzugsgebiet, zahlreiche Mitglieder gerieten in amerikanische Gefangenschaft. Von diesen sitzen fünf bis heute im amerikanischen Gefangenenlager von Guantanamo auf Kuba.
Die Gruppe beteiligte sich ab 2003 sehr aktiv an der Rekrutierung von Kämpfern für den Krieg im Irak. Die 2007 von amerikanischen Streitkräften erbeuteten Sinjar-Protokolle belegen, dass von 606 namentlich bekannten Irak-Dschihadisten 112 aus Libyen stammen, in Relation zur Einwohnerzahl des Heimatlandes stellten die libyschen Kämpfer mit Abstand die größte Gruppe. Bengasi und Darna in der Kyrenaika stellten dabei besonders ausgeprägte Zentren der Rekrutierung dar.
Nach einem internen Bericht der amerikanischen Botschaft in Tripolis soll die Rekrutierung dieser Kämpfer durch ein dichtes Netzwerk an radikalen Imamen in Ostlibyen erfolgt sein, die dort im Stolz auf die dschihadistische Tradition der Senussi-Bruderschaft predigten und sich der Kontrolle durch die libyschen Behörden entzögen. Der kanadische Geheimdienst bezeichnete die Region in einem Bericht im Jahre 2009 deshalb als „ein Epizentrum des islamistischen Extremismus“.
Auch in Afghanistan waren Terroristen der LIFG zur gleichen Zeit sehr aktiv. Nach der Verhaftung von Chalid Scheich Mohammed im März 2003 soll der Libyer Abu Faradsch al-Libi zur Nummer 3 von al-Qaida nach Osama bin Laden und Aiman az-Zawahiri aufgestiegen sein. Er wurde aber im Mai 2005 in Pakistan verhaftet.
Unter Vermittlung von al-Qaida Vizechef Aiman az-Zawahiri wurden 2007 die bis dahin bestehenden Differenzen mit der Al-Qaida im Maghreb beigelegt, um eine bessere Kooperation der beiden nordafrikanischen Islamisten-Gruppen zu ermöglichen. Im November 2007 erklärten der al-Qaida-Vizechef Aiman al-Sawahiri und der LIFG-Vertreter Abu Laith al-Libi in einer gemeinsamen Tonbandaufnahme, dass die libysche Gruppe al-Qaida beigetreten sei.
Auch Abu Laith al-Libi galt in Geheimdienstkreisen in den folgenden Jahren als „Nummer 3“ der al-Qaida. Allerdings gab es wegen der Namensähnlichkeit auch größere Probleme bezüglich der Differenzierung der beiden libyschen Führungsfiguren.
Nach der Tötung von Osama bin Laden im Mai 2011 wurde ein anderes prominentes LIFG-Mitglied, Abu Yahia al-Libi als einer der möglichen Nachfolger in der Führungsposition des Terror-Netzwerks gehandelt. Abu Yahia gilt seit seiner Aufsehen erregenden Flucht aus dem amerikanischen Militärgefängnis Bagram im Juli 2005 als ideologischer Sprecher der al-Qaida und hatte in den vergangenen Jahren deutlich mehr Auftritte in Videobotschaften der Organisation als andere Führungsfiguren wie z. B. Osama bin Laden oder Aiman az-Zawahiri.

## Beteiligung am Bürgerkrieg in Libyen
Durch die internationale Kooperation im Kampf gegen den Terror – vor allem mit den USA – galt die LIFG in Libyen 2007 als weitgehend besiegt. Zahlreiche Führungsmitglieder befanden sich zu diesem Zeitpunkt in Haft. Ab 2009 kam es zu einem Aussteigerprogramm der Regierung, an dem Saif al-Islam al-Gaddafi federführend beteiligt war. In diesem Rahmen sagten zahlreiche inhaftierte LIFG-Mitglieder im September 2009 dem Terrorismus in einer gemeinsamen Erklärung ab.
Zwischen März 2010 und Februar 2011 wurden deswegen 350 Gefangene aus dem Gefängnis entlassen, allerdings wurde dabei von amerikanischen Experten kritisiert, dass keine ausreichenden Resozialisierungs- und Monitoring-Programme vorgesehen seien, um den Rückfall der Entlassenen in terroristisches Milieu zu vermeiden. Die letzten 110 Gefangenen wurden erst am 16. Februar 2011, unmittelbar vor Beginn des Bürgerkriegs in Libyen, freigelassen. Unter diesen befand sich auch das LIFG-Führungsmitglied Abu Idris al-Libi, der ältere Bruder des in Afghanistan tätigen al-Qaida-Sprechers Abu Yahia al-Libi.
Bei Beginn des Aufstandes machte der libysche Revolutionsführer Gaddafi islamischem Extremismus für diesen verantwortlich. In einer Rede vom 24. Februar 2011 kurz nach Beginn der Revolte sagte Gaddafi, die Aufstände seinen von der Extremistenorganisation al-Qaida inspiriert.
Die militärischen und politischen Führer der Aufständischen wiesen jedoch jegliche Verbindung zum Extremismus zurück. Auch westliche Beobachter aus den Ländern, die in Libyen militärisch intervenieren, bestritten die Aussagen Gaddafis. Der SACEUR der NATO General James Stavridis gab in einer Anhörung im US-amerikanischen Senat an, militante Gruppen hätten nach vorliegenden Geheimdienstinformationen keine signifikante Rolle beim Aufstand gespielt.
Ein regierungsunabhängiges französisches Expertenteam, das im März und April 2011 vor Ort recherchierte, sieht dagegen in seinem Abschlussbericht einen erheblichen Einfluss von ehemaligen LIFG-Mitgliedern und anderen militanten Islamisten unter den Aufständischen. Demnach sollen diese nicht nur die größte Gruppe unter diesen darstellen, sondern auch wesentlich zur schnellen Eskalation des Konfliktes beigetragen haben.
Nach Medienberichten sollen mehrere hundert LIFG-Mitglieder seit Februar 2011 im Bürgerkrieg gegen die Regierungstruppen kämpfen, davon etwa 20 in militärischen Führungspositionen. Zu den namentlich bekannten Vertretern gehört u. a. der Kommandant Abdel-Hakim al-Hasidi, der in einem Zeitungsinterview recht freimütig seine Nähe zu al-Qaida einräumte.
In den ersten Tagen des libyschen Bürgerkrieges, am 16. Februar 2011, wurde in Darna ein Waffendepot der libyschen Armee angegriffen und erobert, zwei Tage später war die gesamte Stadt unter der Kontrolle der Aufständischen. Abdel-Hakim al-Hasidi soll daraufhin in der Stadt das Islamische Emirat von Barqa ausgerufen haben, was kurze Zeit später auch vom italienischen Außenminister Franco Frattini bestätigt wurde. Al-Hasidi dementierte diese Meldungen später, er und seine Kämpfer wurden als Darna-Brigade in die neu formierte Libysche Nationale Befreiungsarmee integriert.
Auch die „Märtyrerbrigade des 17. Februar“, die bei den Rebellen interne Sicherungsfunktionen ausübt, soll von zahlreichen ehemaligen Mitgliedern der Kampfgruppe durchsetzt sein. Die Ermordung des Militärchefs der Rebellen Abd al-Fattah Yunis im Juli 2011 soll nach Aussage eines seiner Stabsoffiziere von Islamisten aus dieser Einheit verübt worden sein.
Nach der Eroberung von Tripolis im August 2011 wurde Abd al-Hakim Balhadsch Oberbefehlshaber der Milizen des Übergangsrates in der Hauptstadt, der bis zu seiner Freilassung im März 2010 als Führungsmitglied der LIFG inhaftiert gewesen war.  Belhadj kritisierte wenige Tage später die Beteiligung US-amerikanischer und britischer Behörden bei seiner damaligen Festnahme scharf und kündigte an, eine Klage gegen diese in Erwägung zu ziehen.